# Eduardo Jiguchi
Eduardo Jiguchi Machicado (Santa Cruz de la Sierra, 24 agosto 1970) è un ex calciatore boliviano, di ruolo difensore.

## Carriera

### Club
Ha giocato per varie squadre boliviane, iniziando con la maglia del Club Bolívar e ritirandosi con il San José de Oruro.

### Nazionale
Debutta con la Nazionale Boliviana nel 1991, giocandovi fino al 2002.